# Photographie sociale
La photographie sociale est, d'une part,  et dans l'acception anglo-saxon du terme « social documentary photography » ou « concerned photography » et tout comme la photographie documentaire ou la photographie humaniste, une branche du photojournalisme. 

## Définition
La photographie sociale est la photographie d'investigation et de communication sur les problèmes sociaux.
C'est une photographie militante dont l'objet est de témoigner en faveur des victimes et de contribuer à la résolution des problèmes.
On parlera de photographie sociale pour des reportages (des séries ou des ensembles) photographiques. Mais il peut s'agir exceptionnellement d'images uniques particulièrement percutantes.

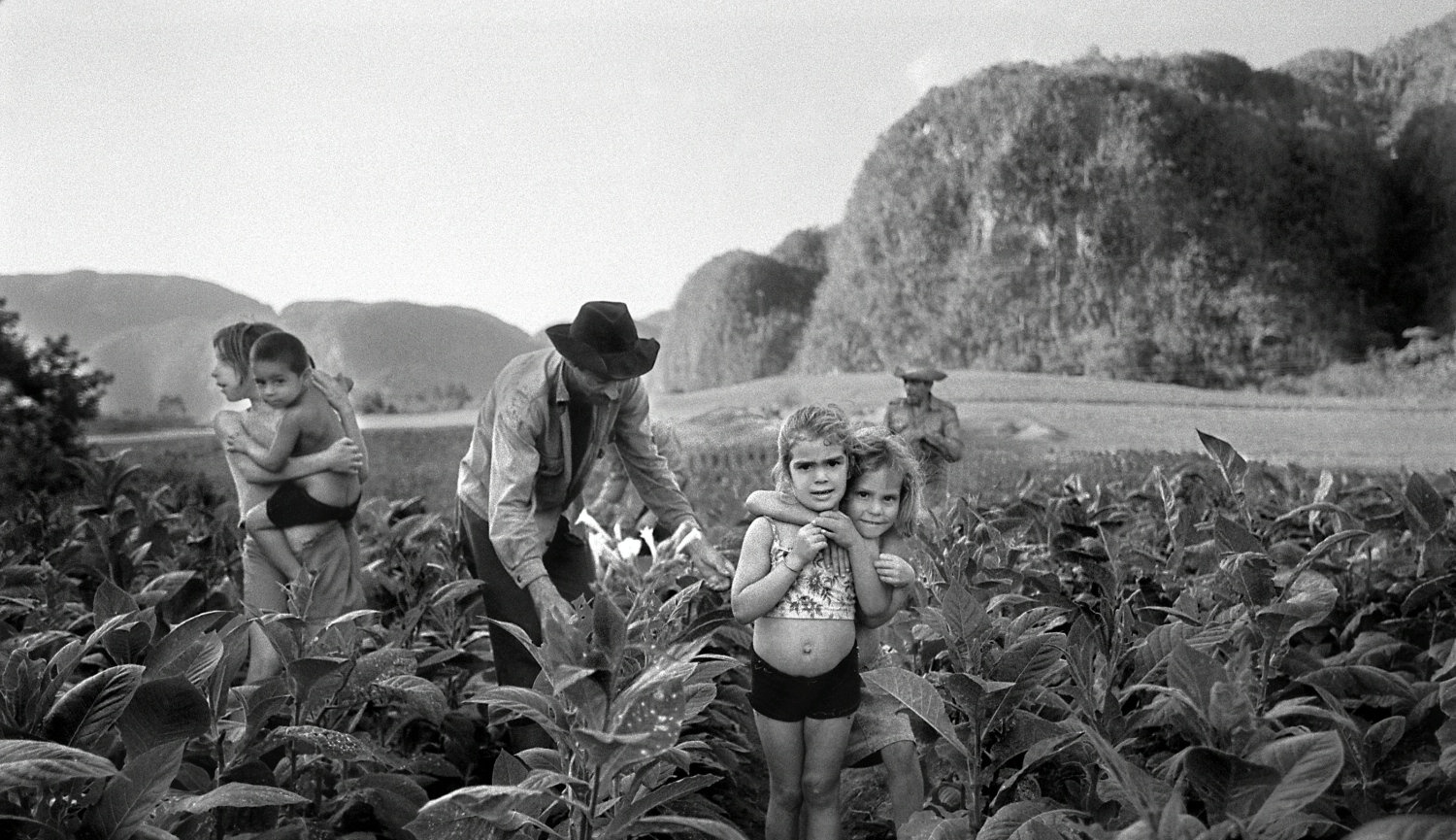
Manuel Rivera-Ortiz: Récolte du tabac, Vallée de Viñales, Cuba (2002).

Il existe des photographes dont la totalité ou la majeure partie des travaux appartiennent à la photographie sociale (que l'on peut donc qualifier de photographes sociaux) mais on peut classer dans la photographie sociale les travaux répondant aux critères objectifs qui caractérisent cette photographie (finalité militante, importance sociale du sujet, traitement et utilisation éthiques des images) réalisés par des photographes dont les œuvres dans leur ensemble appartiennent à des catégories photographiques différentes.
Reportage social. Un reportage social est une enquête photographique portant :
- soit sur un problème social considéré dans sa globalité ou dans l'un de ses aspects particuliers ;

- soit sur une action menée en réponse à un problème social.

Plus largement, la photographie sociale est une manière de photographier le sujet. Celui-ci n'est pas forcément un thème à caractère social, il peut être de tout ordre. On peut faire un reportage social sur le quartier riche d'une ville, sur la quotidien d'un casino, sur le tourisme en Espagne… C'est le regard du photographe qui est ici important : axé sur les personnes vivant dans ce contexte de vie, leur psychologie, leurs sentiments. C'est un regard intimiste, un travail de fond sur un sujet.

## Historique
L'histoire de la photographie sociale remonte aux premières décennies suivant l'invention de la photographie. Peuvent en effet figurer dans un panorama historique les images de l'asile de Vincennes (France) de Charles Nègre, celles des bas-fonds de Glasgow (Grande-Bretagne) de Thomas Annan ou des rues de Londres de John Thomson par exemple. 
Mais le premier véritable représentant de la photographie sociale est à la fin du XIXe siècle, l'Américain Jacob Riis avec ses images de la misère à New York. Lewis Hine, lui aussi américain, en est la deuxième figure archétypale avec ses photographies des immigrants et des enfants au travail. 
C'est encore les Américains qui tiennent dans la période suivante la place prédominante dans l'histoire de la photographie sociale avec la Farm Security Administration (FSA, 1935-1943).
À partir de la Seconde Guerre mondiale, de nombreux photographes réalisent des reportages portant sur les problèmes sociaux dans le monde. 
Ainsi peut-on citer celui de Wayne Miller sur Hiroshima et Nagasaki (1945), de David Seymour (Chim) sur les enfants victimes de la guerre (1947-1948), de Werner Bischof sur la famine en Inde (1951), les séries d'Eugene Smith sur les problèmes de santé et de travail (1948-1975), les images de David Goldblatt sur l'apartheid en Afrique du Sud, celles de Bruce Davidson sur les Noirs aux États-Unis, les multiples reportages sur la misère en Afrique, en Asie et en Amérique du Sud (Marilyn Silverstone, Larry Towell, Sebastião Salgado, Manuel Rivera-Ortiz…) et sur l'émigration, mais aussi sur les catastrophes industrielles et écologiques (Raghu Rai sur Bophal ou Paul Fusco sur Tchernobyl, par exemple). À ceci, il faut ajouter l'ensemble des reportages concernant différents problèmes en phase d'expansion comme la drogue (Eugene Richards), le sida, toutes les formes de précarisation économiques et d'isolement ainsi que ceux qui portent sur le vieillissement de la population et les personnes âgées (Mario Giacomelli, Martine Franck, Jean-Louis Courtinat…).